# Ponteccio
Ponteccio is een plaats (frazione) in de Italiaanse gemeente Giuncugnano.